# Eugène Wegmann
Eugène Wegmann, souvent aussi cité comme César Eugène Wegmann ou C.E. Wegmann, est né à Schaffhouse le 18 avril 1896 et mort le 7 janvier 1982 à Neuchâtel, est un géologue suisse, qui a particulièrement travaillé la géologie scandinave et du Groenland.

## Biographie
Après des études au lycée de Schaffhouse, il étudie à partir de 1915 la géologie à l'université de Neuchâtel, avec Émile Argand qui réalisait à l'époque de grands travaux relatifs à la carte tectonique d'Asie. Il obtient son doctorat en 1923. En 1924-1925, il séjourne quelque temps à Zurich chez Paul Niggli, à Grenoble chez Wilfrid Kilian et à Paris chez Émile Haug (1924-1925), puis il part travailler en Norvège chez J. H. Vogt et en Finlande où il devient en 1927 l'assistant de J. J. Sederholm. 
Il travaille ensuite à Innsbrück chez Bruno Sander, puis en Belgique. De 1934 à 1938, il se joint aux expéditions organisées au Groenland sous la direction de Lauge Koch. Il en rapporte une étude importante Zur Deutung der Migmatite [Sur l'interprétation de la migmatite] (1935), dans laquelle il introduit le concept d'étages tectoniques, et se range aux côtés de ceux qui estiment que le granite provient de l'anatexie. Rentré malade en Europe en 1938, Eugène Wegmann s'installe à Schaffhouse où il rédige une série de notes sur la géologie du Groenland.
Il est appelé à Neuchâtel à la fin de 1940 pour remplacer Emile Argand récemment décédé. Il sera professeur jusqu'en 1964, année de son départ à la retraite. 
De 1946 à 1958, Eugène Wegmann joue également un rôle important dans la rédaction de la Geologische Rundschau en s'occupant de la publication d'articles de synthèse.
Après sa retraite, de 1967 à 1978, Eugène Wegmann s'est beaucoup intéressé à l'histoire de la géologie, notamment concernant les théories relatives aux lignes de rivages de Scandinavie.

## Œuvres
- Zur Deutung der Migmatite, Geologische Rundschau, vol. 26, 1935, p. 305-350
- Diskontinuität und Kontinuität in der Erdgeschichte, Geologische Rundschau vol. 38, 1950, p. 125-132
- Tectonic patterns at différent levels, Transactions of the Geological Society of South Africa, vol. 66, 1963 (Alex L. du Toit Memorial Lectures, 78 pages)
- Étages tectoniques: colloque de Neuchâtel, 18-21 avril 1966, 1967
- Preliminary report on the Caledonian orogeny in Christian X.’s Land (north-east Greenland), Copenhague, C. A. Reitzel 1935
- Geological Investigations in Southern Greenland, Copenhague, C. A.  Reitzel 1938
- Diskontinuität und Kontinuität in der Erdgeschichte (Discontinuité et continuité dans l'histoire de la Terre), 1950